# Darwin (operační systém)
Darwin je operační systém typu UNIX s otevřeným zdrojovým kódem, vydaný firmou Apple Inc. v roce 2000. Je složen z kódu vyvinutého ve firmě Apple spolu s kódem odvozeným z operačních systémů NeXTSTEP, FreeBSD a dalších free software projektů.

## Historie
Darwin byl vyvinut z operačního systému NeXTSTEP firmy NeXT Software, Inc. (později znám jako OpenStep), který byl vydán v roce 1989. Firma Apple v roce 1997 po získání firmy NeXT oznámila, že OpenStep bude používán jako hlavní součást jejich dalších operačních systémů. Darwin byl vytvořen z operačního systému Rhapsody v roce 1997 a na Rhapsody založeném Mac OS X Server 1.0 v roce 1999. V roce 2000 se Darwin oddělil (forknul) od Rhapsody a byl vydán jako open source software pod licencí Apple Public Source License (APSL). Komponenty Darwina jsou dodnes přítomny v macOS.

## Licence
V červenci roku 2003 Apple uvedl Darwin pod Apple Public Source License (APSL) verze 2.0, kterou Free Software Foundation (FSF) schválila jako free software licenci. Předchozí vydání pod dřívější verzí licence APSL nejsou kompatibilní s vymezení free software podle FSF, přestože splňují požadavky Open Source Definition. APSL není kompatibilní s GNU General Public License.

## Maskot
V roce 2000 se vývojáři Darwina rozhodli zvolit maskota. Mezi mnoha kandidáty si nakonec vybrali ptakopyska Hexley. Avšak firma Apple doposud ptakopyska Hexley neuznává jako oficiální logo Darwina.

## Přehled vydaných verzí
Tabulka verzí systému Darwin, obsahuje datum s verzí vydání macOS (dříve též Mac OS X).
| Verze  | Datum             | Verze Mac OS X                                           |
| ------ | ----------------- | -------------------------------------------------------- |
| 0.1    | 16. březen 1999   | Mac OS X Server 1.0                                      |
| 1.0    | 5. duben 2000     |                                                          |
| 1.0.2  | 13. duben 2000    | Mac OS X DP4                                             |
| 1.2.1  |                   | Mac OS X Public Beta                                     |
| 1.3.1  | 13. duben 2001    | Mac OS X v10.0 až 10.0.4                                 |
| 1.4.1  | 2. říjen 2001     | Mac OS X v10.1                                           |
| 5.1    |                   | Mac OS X v10.1.1                                         |
| 5.2    |                   | Mac OS X v10.1.2                                         |
| 5.3    |                   | Mac OS X v10.1.3                                         |
| 5.4    |                   | Mac OS X v10.1.4                                         |
| 5.5    |                   | Mac OS X v10.1.5                                         |
| 6.0.1  | 23. srpen 2002    | Mac OS X v10.2                                           |
| 6.0.2  | 28. září 2002     | Mac OS X v10.2                                           |
| 6.1    |                   | Mac OS X v10.2.1                                         |
| 6.2    |                   | Mac OS X v10.2.2                                         |
| 6.3    |                   | Mac OS X v10.2.3                                         |
| 6.4    |                   | Mac OS X v10.2.4                                         |
| 6.5    |                   | Mac OS X v10.2.5                                         |
| 6.6    |                   | Mac OS X v10.2.6                                         |
| 6.7    |                   | Mac OS X v10.2.7                                         |
| 6.8    |                   | Mac OS X v10.2.8                                         |
| 7.0    | 24. říjen 2003    | Mac OS X v10.3                                           |
| 7.1    |                   | Mac OS X v10.3.1                                         |
| 7.2    |                   | Mac OS X v10.3.2                                         |
| 7.3    |                   | Mac OS X v10.3.3                                         |
| 7.4    |                   | Mac OS X v10.3.4                                         |
| 7.5    |                   | Mac OS X v10.3.5                                         |
| 7.6    |                   | Mac OS X v10.3.6                                         |
| 7.7    |                   | Mac OS X v10.3.7                                         |
| 7.8    |                   | Mac OS X v10.3.8                                         |
| 7.9    | 15. duben 2005    | Mac OS X v10.3.9                                         |
| 8.0    | 29. duben 2005    | Mac OS X v10.4                                           |
| 8.1    | 16. květen 2005   | Mac OS X v10.4.1                                         |
| 8.2    | 12. červenec 2005 | Mac OS X v10.4.2                                         |
| 8.3    | 31. říjen 2005    | Mac OS X v10.4.3                                         |
| 8.4    | 10. leden 2006    | Mac OS X v10.4.4                                         |
| 8.5    | 14. únor 2006     | Mac OS X v10.4.5                                         |
| 8.6    | 3. duben 2006     | Mac OS X v10.4.6                                         |
| 8.7    | 7. srpen 2006     | Mac OS X v10.4.7                                         |
| 8.8.1  | 8. listopad 2006  | Mac OS X v10.4.8                                         |
| 8.8.2  |                   | Mac OS X v10.4.7 pro Apple TV                            |
| 8.9    | 18. duben 2007    | Mac OS X v10.4.9                                         |
| 8.10.0 |                   | Mac OS X v10.4.10                                        |
| 8.10.1 |                   | Mac OS X v10.4.10 (Intel/Server Universal)               |
| 8.11.0 | 14. listopad 2007 | Mac OS X v10.4.11                                        |
| 8.11.1 | 14. listopad 2007 | Mac OS X v10.4.11 (Intel/Server Universal)               |
| 9.0    | 26. říjen 2007    | Mac OS X v10.5                                           |
| 9.1    | 15. listopad 2007 | Mac OS X v10.5.1                                         |
| 9.2    | 11. únor 2008     | Mac OS X v10.5.2                                         |
| 9.2.2  | 19. květen 2008   | Time Machine and AirPort Updates v1.0 (Mac OS X v10.5.2) |
| 10.0   | 28. srpen 2009    | Mac OS X v10.6                                           |
| 10.8   | 23. červen 2011   | Mac OS X v10.6.8                                         |
| 11.0.0 | 20. červenec 2011 | Mac OS X v10.7                                           |
| 11.4.0 | 1. únor 2012      | Mac OS X v10.7.4                                         |
| 12.0.0 | 16. únor 2012     | Mac OS X v10.8                                           |
| 13.0.0 | 11. červen 2012   | iOS 6                                                    |

## Související články

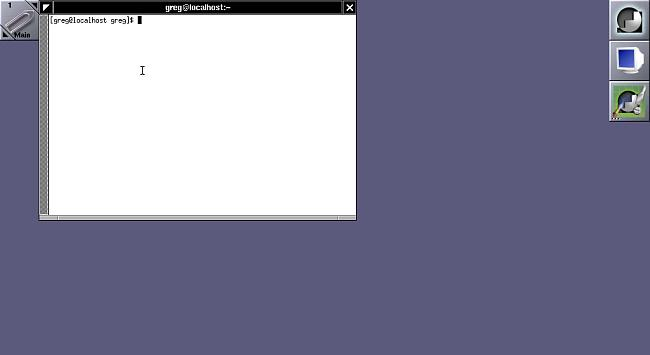
Window Maker in XDarwin